# Хвойное (Гомельская область)
Хвойное (бел. Хвойнае) — деревня в Алексичском сельсовете Хойникского района Гомельской области Республики Беларусь.
Поблизости торфяные и железорудные месторождения.

## География

### Расположение
В 15 км на северо-запад от районного центра и железнодорожной станции Хойники (на ветке Василевичи — Хойники от линии Гомель — Калинковичи), 118 км от Гомеля.

### Гидрография
На востоке мелиоративные каналы и река Вить (приток реки Припять).

## Транспортная сеть
Транспортные связи по просёлочной, затем автомобильной дороге Хойники — Калинковичи. Планировка состоит из почти прямолинейной улицы, близкой к меридиональной ориентации, застроенной деревянными крестьянскими усадьбами.

## История
Обнаруженное археологами городище раннего средневековья (в 2 км на восток от деревни) свидетельствует о заселении этих мест с давних времён. Хвойное известно из ревизии 1795 года. В «Камеральном описании… Речицкой округи» 1796 года названо среди селений бывшего Загальского староства, а тогда казённого имения в Речицкой округе Черниговского наместничества. С 1797 года — в Речицком уезде Минской губернии. В пореформенный период деревня в Юровичской волости тех же уезда и губернии. В 1879 году упоминается в числе селений Алексичского церковного прихода. Согласно переписи 1897 года действовали школа грамоты, хлебозапасный магазин, ветряная мельница.
С 8 декабря 1926 года по 10 ноября 1927 года центр Хвойненского сельсовета Юровичского района Речицкого, с 9 июня 1927 года Мозырского округов. Действовал совхоз «Хвойной». В 1929 году организован колхоз. Во время Великой Отечественной войны в июне 1943 года оккупанты полностью сожгли деревню и убили 17 жителей. 61 житель погиб на фронте. Согласно переписи 1959 года в составе колхоза «Большевицкая победа» (центр — деревня Слобожанка). Располагались клуб, библиотека, фельдшерско-акушерский пункт.

## Население

### Численность
- 2021 год — 28 хозяйств, 55 жителей

### Динамика
- 1850 год — 31 двор, 171 житель
- 1897 год — 56 дворов, 292 жителя (согласно переписи)
- 1908 год — 69 дворов 350 жителей
- 1930 год — 113 дворов, 554 жителя
- 1959 год — 515 жителей (согласно переписи)
- 2004 год — 56 хозяйств, 105 жителей
- 2021 год — 28 хозяйств, 55 жителей

## Достопримечательность
- Городище периода раннего железного века, 1-е тыс. до н.э., 2 км от деревни, урочище Ляды —  Историко-культурная ценность Республики Беларусь, шифр 313В000802.
- Памятник погибшим воинам и партизанам в годы Великой Отечественной войны (1976 год).